# Relaciones Sudáfrica-Venezuela
Las relaciones Sudáfrica-Venezuela se refieren a las relaciones internacionales que existen entre Sudáfrica y Venezuela.

## Historia
Mientras era el presidente del Consejo de Seguridad de las Naciones Unidas, el embajador de Venezuela ante la ONU, Diego Arria, institucionalizó las reuniones de la Fórmula Arria en el órgano, permitiéndole el acceso y la intervención de personalidades ajenas al Consejo, incluyendo al futuro presidente de Sudáfrica Nelson Mandela.
El 4 de julio de 1998, después de clausurar la Asamblea de la Comunidad del Caribe en la isla de Santa Lucía, el presidente venezolano Rafael Caldera aprovechó la ocasión para reunirse durante cuarenta minutos con su homólogo sudafricano, Nelson Mandela, invitado especial de la cita regional. Caldera destacó que Mandela era un gran ejemplo de la constancia en la lucha por los ideales, recordando su lucha contra el apartheid.
El presidente de Sudráfrica, Cyril Ramaphosa, extendió sus felicitaciones en 2018 a Nicolás Maduro, quien fue proclamado como ganador de las elecciones presidenciales de 2018. Durante la crisis presidencial de Venezuela en 2019, Sudáfrica expresó su respaldo a Maduro.

## Misiones diplomáticas
- Sudáfrica tiene una embajada en Caracas.
- Venezuela tiene una embajada en Pretoria.